# 詹 (西周)
詹（せん）は、西周時代の小型の諸侯国。爵位は侯爵。楚によって滅亡した。
周の宣王元年（紀元前827年）、宣王は庶子の姫弘を詹（現在地は不詳）の地に封じ、詹を建国した。姫弘の死後、諡に文を贈られた（詹文侯）。